# Diffusionsspannung
Die Diffusionsspannung {\displaystyle U_{D}}, selten auch Antidiffusionsspannung genannt, ist die Potentialdifferenz (elektrische Spannung) über eine Raumladungszone, die der Diffusion von Ladungsträgern (Elektronen und Defektelektronen) entgegenwirkt. Sie ist materialabhängig und beträgt für Silizium ≈ 0,7 V und für Germanium ≈ 0,3 V.

Oben: Elektronen- und Löcherkonzentration; Mitte (oben): Ladungsträgerdichten; Mitte (unten): Elektrisches Feld; Unten: Elektrisches Potential

Betrachtet wird eine Halbleiterdiode mit einem p-n-Übergang: An der Grenze zwischen p- und n-dotiertem Halbleiter kommt es aufgrund des   Konzentrationsgradienten zur Diffusion von Ladungsträgern, d. h. freie Elektronen aus dem n-Gebiet wandern in das p-Gebiet (Diffusionsstrom), analog dazu wandern die Löcher (Defektelektronen) vom p- in das n-Gebiet.
Durch diese Ladungsträgerbewegung bildet sich zwischen den Raumladungen im Inneren des Kristalls ein elektrisches Gegenfeld. Dieses wirkt der weiteren Diffusion beweglicher Ladungsträger entgegen, da es einen entgegengesetzten Driftstrom erzeugt.
Die durch das elektrische Gegenfeld erzeugte Spannung wird als Diffusionsspannung bezeichnet (daher auch der Name Antidiffusionsspannung):
{\displaystyle U_{D}=U_{T}\cdot \ln {\frac {N_{A}\cdot N_{D}}{n_{i}^{2}}}}
mit
- der Temperaturspannung {\displaystyle U_{T}={\frac {k_{B}\cdot T}{q}}}
  - der Boltzmann-Konstante {\displaystyle k_{B}}
  - der absoluten Temperatur {\displaystyle T}
  - der Elementarladung {\displaystyle q}
- der Anzahl {\displaystyle N_{A}} der  Akzeptoren
- der Anzahl {\displaystyle N_{D}} der  Donatoren
- der intrinsischen Ladungsträgerdichte {\displaystyle n_{i}}.